# Radin!
Radin! là một bộ phim hài của Pháp năm 2016 của đạo diễn Fred Cavayé. Phim có sự tham gia của các diễn viên Dany Boon, Laurence Arné, Noémie Schmidt và Patrick Ridremont.

## Nội dung
François Gautier là một người đàn ông rất keo kiệt. Tiết kiệm là điều khiến ông cảm thấy vui vẻ, vì vậy mỗi lần trả tiền cho một thứ gì, ông đều có thể đổ mồ hôi. Cuộc sống của ông được vận hành với mục đích duy nhất là không bao giờ chi tiêu bất cứ thứ gì. Và một ngày nọ mọi thứ đều đảo lộn: François rơi vào lưới tình và đồng thời phát hiện ra mình có một người con gái mà chưa từng biết đến sự tồn tại của cô. Bị buộc phải nói dối để che giấu khuyết điểm khủng khiếp của mình, đây sẽ là khởi đầu cho những rắc rối đối với François.

## Diễn viên
- Dany Boon trong vai François Gautier
- Laurence Arné trong vai Valérie
- Noémie Schmidt trong vai Laura
- Patrick Ridremont trong vai Cédric
- Christophe Canard trong vai Gilles
- Christophe Favre trong vai Demeester
- Karina Marimon trong vai Carole
- Sébastien Chabal với tư cách là chính mình

## Phát hành
Radin! được phát hành tại Pháp vào ngày 28 tháng 9 năm 2016. Bộ phim đứng đầu phòng vé trong tuần mở màn với 1.002.709 lượt mua vé.

## Tiếp nhận
Tờ The Hollywood Reporter nhận xét rằng bộ phim mang lại "một trận cười đầy sảng khoái" nhưng cuối cùng phê bình phim "hết sự hài hước giữa chừng".